# 司马温

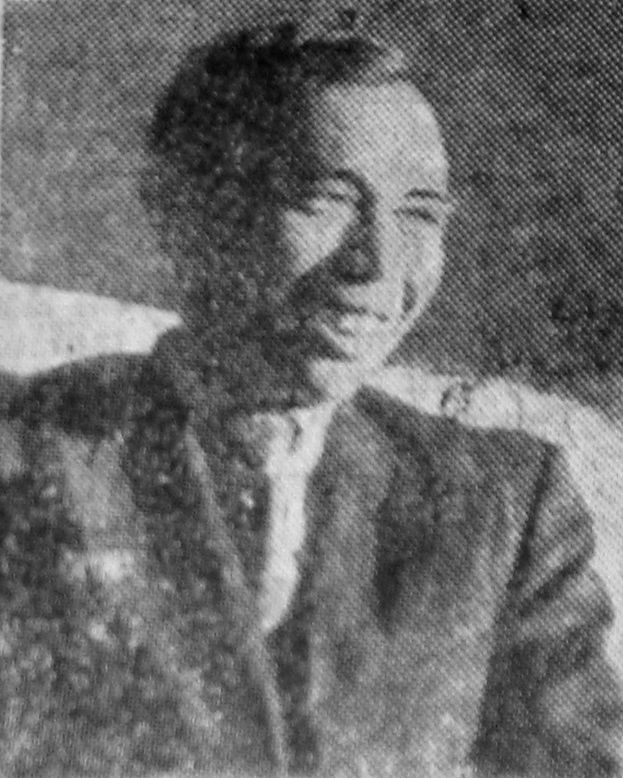
司马温，约1955年

司马温（约1899年—1971年），印度尼西亞共產黨首任主席。

## 生平
司马温出生于东爪哇省绒网县的朱拉玛琅村。1915年16岁时，他被选为铁路电车工会第一批印度尼西亚成员之一，但他不久后便辞去铁路工人的职务，全身心投入到工会的活动当中。同年，他当选为东印度社会民主联盟（荷蘭語：Indische Sociaal-Democratische Vereeniging，印度尼西亚共产党的前身）泗水办事处副主席。1917年又担任第一张印尼文社会主义报纸《自由之声》的一位编辑。
1918年，他成为伊斯兰联盟（荷属东印度群岛的主要民族主义政治组织）领导层的一员。司马温和达所诺成为联结马克思主义和当地民众的第一座桥梁。此后，多个地区的伊斯兰教联盟与东印度社会民主联盟建立联系。
1921年5月，东印度社会民主联盟的荷兰籍创始人被驱逐出境后，印度尼西亚共产党成立，司马温担任第一任主席。印度尼西亚共产党最初是伊斯兰联盟的一部分，但由于政治分歧（关于阶级斗争的地位和伊斯兰教在民族主义中的作用），印尼共产党于10月脱离了伊斯兰联盟。1921年年底，司马温前往莫斯科，陈马六甲取代司马温成为新任主席。司马温在1922年5月返回印度尼西亚，重新担任主席，并试图恢复共产党在伊斯兰联盟中的影响力。
1923年，铁路电车工会举行了一场总罢工，但很快被荷兰殖民政府镇压，司马温被迫流亡海外。他回到苏联，在那里待了三十多年。他在有限的范围内依然保持着民族主义活动家的作风，多次对位于荷兰的印度尼西亚学生组织印度尼西亚协会发言。他还曾在东方劳动者共产主义大学学习。
司马温在国家取得独立后返回印度尼西亚，移居雅加达，从1959年至1961年，他担任政府行政人员。他还在萬隆的巴查查兰大学教经济学。